# Eleccions municipals de 1987 a Madrid
Les eleccions municipals de 1987 es van celebrar a Madrid el dimecres 10 de juny, d'acord amb el Reial Decret de convocatòria de eleccions locals a Espanya disposat el 13 d'abril de 1987 i publicat al Butlletí Oficial de l'Estat el dia 14 d'abril. Es van escollir els 55 regidors del ple de l'Ajuntament de Madrid.

## Resultats
La candidatura del Partit Socialista Obrer Espanyol (PSOE) encapçalada per l'alcalde Juan Barranco va obtenir una majoria simple (va obtenir 24 regidors amb un mínim per la majoria absoluta dels 28). La candidatura de la Federació de Partits d'Aliança Popular, encapçalada per José María Álvarez del Manzano, va obtenir 20 regidors. Les altres dues candidatures que van aconseguir representants al ple municipal van ser la del Centre Democràtic i Social (liderada per Agustín Rodríguez Sahagún) i la d'Esquerra Unida (liderada per Ramón Tamames), amb 8 i 3 regidors, respectivament. Els resultats complets es detallen a continuació:
| Llista                                                       | Llista                                                       | Vots      | %                     | Regidors              |
| ------------------------------------------------------------ | ------------------------------------------------------------ | --------- | --------------------- | --------------------- |
|                                                              | Partit Socialista Obrer Espanyol (PSOE)                      | 666.199   | 40,47                 | 24                    |
|                                                              | Federació de Partits d'Aliança Popular (AP)                  | 555.599   | 33,76                 | 20                    |
|                                                              | Centre Democràtic i Social (CDS)                             | 247.773   | 15,05                 | 8                     |
|                                                              | Esquerra Unida (IU)                                          | 100.514   | 6,11                  | 3                     |
| Partit dels Treballadors d'Espanya-Unitat Comunista (PTE-UC) | Partit dels Treballadors d'Espanya-Unitat Comunista (PTE-UC) | 25.059    | 1,52                  | 0                     |
| Els Verts (EV)                                               | Els Verts (EV)                                               | 11.129    | 0,68                  | 0                     |
| Confederació dels Verts                                      | Confederació dels Verts                                      | 4.858     | 0,30                  | 0                     |
| Falange Espanyola de les JONS (FE de las JONS)               | Falange Espanyola de les JONS (FE de las JONS)               | 4.592     | 0,28                  | 0                     |
| Partido Demócrata Popular (PDP)                              | Partido Demócrata Popular (PDP)                              | 3.737     | 0,23                  | 0                     |
| Plataforma Humanista                                         | Plataforma Humanista                                         | 2.475     | 0,15                  | 0                     |
| Juntas Españolas                                             | Juntas Españolas                                             | 2.362     | 0,14                  | 0                     |
| Unidad Popular Republicana (UPR)                             | Unidad Popular Republicana (UPR)                             | 1.248     | 0,08                  | 0                     |
| Partit Obrer Revolucionari d'Espanya (PORE)                  | Partit Obrer Revolucionari d'Espanya (PORE)                  | 1.219     | 0,07                  | 0                     |
| Lliga Obrera Comunista (LOC)                                 | Lliga Obrera Comunista (LOC)                                 | 1.164     | 0,07                  | 0                     |
| Partit Obrer Socialista Internacionalista (POSI)             | Partit Obrer Socialista Internacionalista (POSI)             | 1.083     | 0,07                  | 0                     |
| Vots en blanc                                                | Vots en blanc                                                | 16.972    | 1,03                  | n/a                   |
| Vots vàlids                                                  | Vots vàlids                                                  | 1.645.973 | 100,00                | 55                    |
| Vots nuls                                                    | Vots nuls                                                    | 18.607    | Participació: 70,06 % | Participació: 70,06 % |
| Votants                                                      | Votants                                                      | 1.664.580 | Participació: 70,06 % | Participació: 70,06 % |
| Electors                                                     | Electors                                                     | 2.376.010 | Participació: 70,06 % | Participació: 70,06 % |

## Regidors elegits
Relació de regidors proclamats electes:
| No. | Nom                                               | Llista | Llista |
| --- | ------------------------------------------------- | ------ | ------ |
| 1   | Juan Antonio Barranco Gallardo                    |        | PSOE   |
| 2   | José María Alvarez del Manzano y López del Hierro |        | AP     |
| 3   | Luis Larroque Allende                             |        | PSOE   |
| 4   | Carlos López Collado                              |        | AP     |
| 5   | Agustín Rodríguez Sahagún                         |        | CDS    |
| 6   | Emilio García Horcajo                             |        | PSOE   |
| 7   | Carmen Díaz Marés                                 |        | AP     |
| 8   | Jesús Espelosín Atienza                           |        | PSOE   |
| 9   | Esperanza Aguirre Gil de Biedma                   |        | AP     |
| 10  | María del Pilar Fernández Rodríguez               |        | PSOE   |
| 11  | Francisco Javier Soto Carmona                     |        | CDS    |
| 12  | Simón Viñals Pérez                                |        | AP     |
| 13  | Saturnino Zapata Llerena                          |        | PSOE   |
| 14  | Ramón Tamames Gómez                               |        | IU     |
| 15  | José María de la Riva Amez                        |        | PSOE   |
| 16  | Enrique Villoria Martínez                         |        | AP     |
| 17  | Alfredo Tejero Casajús                            |        | PSOE   |
| 18  | José Luis Garro Carballo                          |        | CDS    |
| 19  | Luis María Huete Morillo                          |        | AP     |
| 20  | María Dolores García-Hierro Caraballo             |        | PSOE   |
| 21  | Alejandro Muñoz Revenga                           |        | AP     |
| 22  | Valentín Medel Ortega                             |        | PSOE   |
| 23  | Femando Bocanegra Morales                         |        | CDS    |
| 24  | José Ignacio Echevarría Echániz                   |        | AP     |
| 25  | Manuel Ortuño Martínez                            |        | PSOE   |
| 26  | Manuel Martínez-Blanco Megía                      |        | AP     |
| 27  | Ramón Herrero Marín                               |        | PSOE   |
| 28  | Eugenio Morales Tomillo                           |        | PSOE   |
| 29  | Vicente Díez Zazo                                 |        | AP     |
| 30  | Francisco Herrera de Elera                        |        | IU     |
| 31  | Eduardo Larraz Riesgo                             |        | CDS    |
| 32  | Joaquín García Pontes                             |        | PSOE   |
| 33  | Miguel Martín Vela                                |        | AP     |
| 34  | Leandro Crespo Valera                             |        | PSOE   |
| 35  | Luis Alvarez López                                |        | AP     |
| 36  | María del Pilar García Sacristán                  |        | PSOE   |
| 37  | Carlos María Martínez Serrano                     |        | CDS    |
| 38  | José Gabriel Astudillo López                      |        | AP     |
| 39  | María del Pilar García Peña                       |        | PSOE   |
| 40  | Ricardo Peydró Blázquez                           |        | AP     |
| 41  | Francisco Garrido Hernández                       |        | PSOE   |
| 42  | Joaquín Carlos Álvarez de Toledo Saavedra         |        | CDS    |
| 43  | Jorge Tinas Gálvez                                |        | PSOE   |
| 44  | Clemente Torres Palomo                            |        | AP     |
| 45  | Félix López-Rey Gómez                             |        | IU     |
| 46  | Ginés Meléndez González                           |        | PSOE   |
| 47  | Ángel Matanzo España                              |        | AP     |
| 48  | Francisco Contreras Lorenzo                       |        | PSOE   |
| 49  | Manuel Martínez Parrondo                          |        | CDS    |
| 50  | Elena Alejandra de Utrilla Palombi                |        | AP     |
| 51  | Castor Iglesias Sanzo                             |        | PSOE   |
| 52  | Pedro Bernardo Ortiz Castaño                      |        | AP     |
| 53  | Victorino Granizo Fernández                       |        | PSOE   |
| 54  | Miguel Cantos Hernández                           |        | AP     |
| 55  | Francisco José Jiménez Martín                     |        | PSOE   |